# باول جون
باول جون (بالإنجليزية: Paul John)‏ هو لاعب اتحاد الرغبي بريطاني، ولد في 25 يناير 1970.